# Токинг Рок
Токинг Рок (енгл. Talking Rock) град је у америчкој савезној држави Џорџија. По попису становништва из 2010. у њему је живело 64 становника.

## Демографија
Према попису становништва из 2010. у граду је живело 64 становника, што је 15 (30,6%) становника више него 2000. године.
| Група             | 2000.       | 2010.       |
| Белци             | 49 (100,0%) | 64 (100,0%) |
| Афроамериканци    | 0 (0,0%)    | 0 (0,0%)    |
| Азијати           | 0 (0,0%)    | 0 (0,0%)    |
| Хиспаноамериканци | 0 (0,0%)    | 0 (0,0%)    |
| Укупно            | 49          | 64          |